# Armand Angster
Pour les articles homonymes, voir Angster.
Armand Angster (né le 20 janvier 1947 à Strasbourg) est un clarinettiste français. Il est cofondateur avec Françoise Kubler (soprano), de l'ensemble Accroche Note, ensemble de recherche et de création en musique contemporaine.

## Carrière
Sa maîtrise des différentes clarinettes (soprano, clarinette basse et clarinette contrebasse métal) lui permet d'être le dédicataire d’œuvres de compositeurs contemporains (Brian Ferneyhough, Ansioso quasi con gioia (2015) de Stefano Gervasoni, La mesure des choses I. La mesure de l'air (1992) de Joël-François Durand), ainsi que leur interprète (Aleph (1985) de Philippe Manoury, Dikha de Christophe Bertrand, By the way de Pascal Dusapin, Assonance III (1989) de Michael Jarrell...).
En 1981, il crée à Strasbourg avec Françoise Kubler l'ensemble Accroche Note, proposant des programmes mêlant musiques d'hier et d'aujourd'hui ; cet ensemble est conventionné notamment par le Ministère de la Culture et la ville de Strasbourg.
Il est soliste dans différentes formations allant de l'orchestre philharmonique de Radio France à des ensembles de musique contemporaine en Europe (Music Project (Londres), Nieuw Ensemble d'Amsterdam, Ensemble Alternance, Ensemble de l'Itinéraire, Ensemble Recherche, Orchestra dell'Accademia di Santa-Cécilia...).
Il participe régulièrement au Festival Musica de Strasbourg et à de nombreux autres (Europajazz au Mans en 1989...).
Il enseigne la clarinette et la musique de chambre au CNR de Strasbourg et à la Haute École des arts du Rhin à Strasbourg. Il a de nombreux élèves devenus professionnels comme Manuel Metzger, Jean-François Charles... Il participe également à des projets pédagogiques (centre Acanthe, Royaumont, Belle-Ile...).
Il est reconnu dans le monde du Jazz, notamment grâce aux concerts et enregistrements en 1990 du trio de clarinettes avec Louis Sclavis et Jacques Di Donato, improvisateurs et maîtres reconnus de la clarinette. Il poursuit l'expérience en trio avec de nouveaux clarinettistes, Sylvain Kassap et Jean-Marc Foltz en 2005.
Il pratique les musiques improvisées en utilisant des techniques mixtes d'écriture et d'improvisation (Piccolo Canto, Carmen De Vinci, Le Cri du Narcisse).
En 2016, il prépare l'orchestre pour Mririda, opéra de chambre d'Ahmed Essyad.

## Distinction
- Il est nommé Chevalier dans l'Ordre des Arts et des Lettres en 2012.

## Discographie (sélection)

### Jazz
- Trio de clarinettes live avec Jacques Di Donato, Louis Sclavis (FMP, 1991).
- Passaggio: L'ibère de Jean-Paul Céléa et François Couturier (Label Bleu, 1994).
- Trio de clarinettes : Ramdam avec Sylvain Kassap, Jean-Marc Foltz (Evidence, 2008).
- Double trio de clarinettes : Itinéraire Bis avec THE CLARINET TRIO (Jürgen Kupke (de) : clarinette ; Michael Thieke (en) : clarinette, clarinette alto ; Gebhard Ullmann (en) : clarinette basse) et LE TRIO DE CLARINETTES (Armand Angster : clarinette, clarinette basse, clarinette contrebasse ; Sylvain Kassap : petite clarinette mi, clarinette, clarinette basse ; Jean-Marc Foltz : clarinette, clarinette basse), (Label Between the Lines, 2013).

### Spectralisme
- Horațiu Rădulescu, Inner Time II [album live] de Armand Angster Clarinet System (Montaigne, 1994).

### Musique de chambre
- Eco, compositeur Michael Jarrell, avec l'ensemble Accroche Notes (Accord, 2005).

### Musique contemporaine
- La Chute d'Icare (création en 1988[2]) pour clarinette et ensemble, de Brian Ferneyhough (Etcetera KTC1070, 1988).
- Michèle Reverdy, Scenic Railway ; Sept Enluminures ; Figure ; Météores ; Kaléidoscope avec Pierre Roullier, flûte ; Jay Gottlieb, piano ; Noëlle Spieth, clavecin ; Ensemble Accroche Note (Françoise Kubler, voix ; Armand Angster, clarinette ; Stéphane Seban, piano ; Jean-Michel Collet, percussion) ; Ensemble Intercontemporain ; Ensemble Ars Nova ; Jean-Claude Pennetier, Marius Constant, direction, (Salabert, 1990).
- Pascal Dusapin, Roméo et Juliette, opéra en neuf numéros sur un texte d’Olivier Cadiot, (Accord Una Corda, 1991).
- Frédérick Martin : Concerto pour clarinette ; Macles et Thierry Lancino : Trio à cordes ; Profondeurs de champ avec Jean-Marc Dussert, Armand Angster, clarinettes ; Trio à cordes de l’Ensemble Intercontemporain ; Ensemble L’Itinéraire ; Denis Cohen, direction, (Adès, 1991).
- Marc Monnet, Pièces célibataires: Chansons Imprévues (1992) pour voix, clarinettes et contrebasse (texte par Marc Monnet et Valère Novarina) ; Strange (1989) pour clarinette ; Fantasia Oscura (1989) pour contrebasse ; Mélodie (1985) pour voix et clarinette basse ; Le cirque (1986) – concert – version pour clarinette contrebasse ; Eros machina (1977-78) pour guitare électrique, basse et bande clarinette (Auvidis Montaigne, 1992).
- James Dillon 2 , Chamber Music: Evening rain (1981) pour soprano ; Sgothan (1984) pour flûte solo ; A roaring flame (1981-82) pour soprano et contrebasse ; Crossing over (1978) pour clarinette solo ; Come live with me (1981) pour soprano et instruments ; Ti.re-ti.ke-dha (1979) pour percussions solo ; Spleen (1980) pour piano solo, (Auvidis Montaigne, 1995).
- Jacques Rebotier, Requiem avec Françoise Kubler, soprano ; Armand Angster, clarinette ; Gaston Sylvestre, cymbalum ; Pascal Contet, accordéon ; Les Jeunes Solistes, ensemble vocal ; Maîtrise de Dijon (Alain Chobert, dir.) ; Accroche Note ; Rachid Safir, direction. (MFA – Radio France, 1996).
- Thierry Blondeau, Ein und aus ; Ici et là I ; Vis à vis ; Plötzlich ; Ici et là II ; Ups and Downs avec Cécile Daroux, flûte ; Armand Angster, clarinette ; Compagnie Zigzag ; Ensemble Court-Circuit ; Pierre-André Valade, direction. (MFA – Radio France, 1997).
- Accroche Note, Live in Berlin: Le Fou Saxophonisant (A. Angster) ; Tierkreis (K. Stockhausen) ; Jost (A. Angster – F. Kubler – E. Séjourné) ; Kalitzka (A. Angster) ; Fontana Mix (J. Cage) ; Linde (D. Almada) ; Jonas (A. Angster – F. Kubler – E. Séjourné – B. Dunoyer de Segonzac) ; So Full of Shapes is Fancy (P. Dusapin) ; Pico (A. Angster) ; Ribouldingue (F. Kubler), (FMP Berlin, 1997).
- Suzanne Giraud, To one in Paradise ; Envoûtements ; Envoûtements II ; Envoûtements III ; Envoûtements IV avec S. Sullé, mezzo-soprano ; C. Novakova, flûte ; J. Geoffroy, percussions ; I. Arditti, violon ; Arditti String Quartet[I. Arditti, G. Jennings, violons ; D. Scheindlin, alto ; R. de Saram, violoncelle] ; Accroche Note [F. Kubler, soprano ; A. Angster, clarinettes ; E. Séjourné, percussions] ; Orchestre Philharmonique de Radio France ; Laurent Cuniot, direction, (MFA 216037 – Radio France, 2001).
- Pascal Dusapin, Musiques solistes (Universal, 2001)
  - Laps (1987) pour clarinette et contrebasse ; Itou (1985) pour clarinette basse ; To God (1985) pour voix de femme et clarinette ; If (1984) pour clarinette ; Indeed (1987) pour trombone ; Mimi (1986) pour voix de femme, hautbois, clarinette basse et trombone ; Il-Li-Ko (1987) pour voix de femme ; Anacoluthe (1987) pour voix de femme, clarinette contrebasse et contrebasse ; avec Françoise Kubler, soprano ; Armand Angster, clarinettes ; Jean-Paul Céléa, contrebasse ; Walter Grimmer, violoncelle ; Benny Sluchin, trombone.
  - Canto (1994) pour soprano, clarinette et violoncelle ; Ipso (1994) pour clarinette ; Two Walking (1985) pour cinq pièces pour voix de femme ; Invece (1991) pour violoncelle ; So full (1990) pour soprano et clarinette basse ; In & Out (1989), deux pièces pour contrebasse ; For O. (1989) pour deux sopranos et deux clarinettes basses ; avec Françoise Kubler, soprano ; Armand Angster, clarinettes ; Jean-Paul Céléa, contrebasse ; Walter Grimmer, violoncelle ; Benny Sluchin, trombone.
- Ivan Fedele, Maja: Maja (1999) pour soprano et 6 instruments (texte Giuliano Corti) ; Erinni (1998) pour cymbalum, piano et vibraphone ; Paroles y palabras (2001) pour soprano et violoncelle ; Modus (1995) pour clarinette basse et percussion clavier ; Imaginary Islands (1992) pour flûte, clarinette basse et piano ; (L’empreinte digitale, 2004).
- Georges Aperghis, Simulacres (Universal, 2004):
  - Il gigante golia (1975) pour voix et instrument ; 280 mesures pour clarinette (1979, rév.1991) ; 7 Crimes de l’amour (1979) pour voix, clarinette et percussions ; Cinq Couplets (1988) pour soprano et clarinette contrebasse ; A bout de bras (1989) pour deux clarinettes ; Simulacre I (1991) pour soprano, clarinette et percussion ; avec Françoise Kubler, soprano ; Armand Angster, clarinette ; Christophe Beau, violoncelle ; Brigitte Foccroulle et Michèle Renoul, pianos ; Emmanuel Séjourné, percussion ; Denis Tempô et Olivier Vivarès, clarinettes.
  - Simulacre III (1994) pour soprano, deux clarinettes et marimba ; Simulacre IV (1995) pour clarinette basse ; Simulacre II (1993) pour soprano, clarinette basse et marimba ; Quatre pièces fébriles (1995) pour marimba et piano ; Trio (1996) pour clarinette, violoncelle et piano ; Monomanies (1991) pour voix seule (Sept mélodies sur des poèmes français du XVIe siècle) ; avec Françoise Kubler, soprano ; Armand Angster, clarinette ; Christophe Beau, violoncelle ; Brigitte Foccroulle et Michèle Renoul, pianos ; Emmanuel Séjourné, percussion ; Denis Tempô et Olivier Vivarès, clarinettes.
- Michael Jarrell, ECO: Assonance III (1989) pour clarinette basse, violoncelle et piano ; Eco IIb (1994) pour soprano et six instruments (texte de Luis de Góngora : Sonnet 80 – extrait du recueil « 13 Sonnets et un fragment ») ; Aus Bebung (1996) pour clarinette, violoncelle ; Trei II (1982) pour soprano et 5 instruments ; Essaims Cribles (1986-88) pour clarinette basse (et clarinette contrebasse) et ensemble instrumental ; (Universal, 2005).
- Betsy Jolas, VENTOSUM VOCANT: Quatuor VI “avec clarinette” ; Motet IV “Ventosum vocant” ; Lovemusic ; Trio “Les heures” avec Accroche Note : Françoise Kubler, soprano ; Mario Caroli, flûte ; Armand Angster, clarinette et clarinette basse ; Marie-Pierre Vendôme, Marie-Violaine Cadoret, violons ; Laurent Camatte, alto ; Christophe Beau, violoncelle ; Élodie Adler, harpe, (Accord Una Corda, 2006).
- Olivier Greif, L’Office des Naufragés (1998) avec Françoise Kubler, soprano ; Armand Angster, clarinettes ; Stéphanie-Marie Degand, 1er violon ; Nathanaëlle Marie, 2d violon ; Pierre Franck, alto ; Christophe Beau, violoncelle ; Alexandre Gasparov, piano ; Nita Klein, récitante ; (Triton, 2006).
- Accroche Note, Récital 1, (Accroche Note, 2006):
  - Jonathan Harvey, Chu (2002) pour soprano, clarinette, violoncelle ;
  - Francisco Guerrero Marín, Erotica (1978) pour voix et guitare ;
  - Gérard Pesson, Cassation (2003) pour clarinette, trio à cordes et piano ;
  - Brice Pauset, Eleusis (1997) pour soprano, clarinette, piano.
- Philippe Manoury, La musique de chambre: Last (1997) pour clarinette basse et marimba ; Michigan Trio (1992) pour clarinette, violon et piano ; Solo pour vibraphone (1989) ; Xanadu (1989) pour soprano et clarinette (sur un poème de S.T. Coleridge) ; Toccata (1998) pour piano ; Ultima (1996) pour clarinette, violoncelle et piano ; (L’empreinte digitale, 2007).
- François-Bernard Mâche,  Kengir ; Phénix ; Brûlis ; Figures ; Aulodie avec Accroche Note: Françoise Kubler, soprano ; Armand Angster, clarinettes ; Gregory Johns, violoncelle ; Michèle Renoul, piano ; Emmanuel Séjourné, vibraphone, percussions, (L’empreinte digitale, 2007).
- Accroche Note – 30 Ans De Création Musicale[15] (CD, L'Empreinte Digitale ED13236, 2013). 9 créations: Christophe Bertrand, Madrigal (2004-2005) pour soprano, flûte, clarinette, violon, violoncelle, percussions, piano. Textes d’Italo Calvino, Roland Barthes et François Rabelais ; Philippe Manoury, Hypothèses du sextuor (2011) pour flûte, clarinette, violon, violoncelle, piano, marimba ; Pascal Dusapin, Echo’s bones (2007) pour soprano, clarinette, piano ; Philippe Hurel, Cantus (2006) pour soprano, flûte, clarinette, violon, violoncelle, piano, percussions. Hommage à Georges Perec ; Luca Francesconi , Time, Real and Imaginary (2009) pour soprano, flûte, clarinette, violoncelle, vibraphone. Poème de Samuel Taylor Coleridge ; Alessandro Solbiati (en), Nora (2006) pour clarinette, flûte, percussion, cymbalum ; Stefano Gervasoni, Due poesie francesi di Luca (2010) pour soprano, flûte, clarinette, violon, violoncelle, harpe, percussions. Poèmes de Ghérasim Luca, extraits du Chant de la carpe ; James Dillon, Redemption (1995-1996) pour clarinette, violon, piano ; Christophe Bertrand, Sanh (2007) pour clarinette basse, violoncelle et piano ; TÉLÉCHARGEMENT : Wolfgang Rihm, Eine Stimme (2005) pour soprano, 6 instruments et 6 percussions ; Salvatore Sciarrino, Il Giardino de Sara (2008) pour soprano, flûte, clarinette, violon, violoncelle, piano ; Jérôme Combier, Gone (2010) pour clarinette, violon, alto, violoncelle, piano et électronique.
- Benoît Menut, Monologue(s): Trio In memoriam Olivier Greif pour violon, violoncelle et piano ; Le Baiser de marbre noir pour soprano, clarinette, violoncelle & piano / texte de Christian Bobin ; Le Monologue d’Anna pour soprano, clarinette & piano / texte de Dominique Lambert ; avec Françoise Kubler, soprano ; Armand Angster, clarinette ; Nathanaëlle Marie, violon ; Christophe Beau, violoncelle ; Carifne Zarifian, piano (Accroche Note, 2012).
- Maderna / serenate : ensembles Accroche Note et FontanaMIX (Label a simple lunch, 2013): Bruno Maderna, Serenata per un satellite (1969), version pour ensemble dirigé par Francesco La Licata ; Paolo Aralla, Ricercare per B.M. (2013) pour cor, ensemble et électronique ; Igor Ballereau, Splendor (2011) pour ensemble ; Gilberto Cappelli (it), Prima dell’alba (2013) pour ensemble ; Marco-Antonio Perez-Ramirez, Mon plus clair jour (2013) pour soprano, clarinette et violoncelle ; Bruno Maderna, Serenata n°2 (1957) pour 11 instruments.
- Pierre Jodlowski,  Ombra della Mente pour voix, clarinette basse et électronique (2013), textes : Alda Merini avec Françoise Kubler, soprano ; Armand Angster, clarinette basse ; François Donato, électronique (Label Eole Records, 2013).
- Solo clarinet[16], œuvres en première mondiale: Dikha (2001) de Christophe Bertrand, Sinolon (2000) de Alberto Posadas, High (2005) de Ivan Fedele et Art of Metal II (2007) de Yann Robin , pièces en solo : Time and motion study I (1971-1977) de Brian Ferneyhough et Dal Niente (intérieur III)  (1970) de Helmut Lachenmann (Triton, 2017).
- François Bousch, Chants d’espace: Wei Tsi (2008) pour clarinette, piano et percussions ; Chant d’espaces (2014) pour clarinette solo ; Infini(s) silence(s) (2013-2016) pour soprano, clarinette, harpe, accordéon, violoncelle et sons fixés ; Vâyu (2005) pour accordéon de concert ; Dualité-Miroirs (2012) pour soprano, clarinette/clarinette basse et sons fixés ; avec Françoise Kubler, soprano ; Armand Angster, clarinette ; Anthony Millet, accordéon ; Elodie Adler, harpe ; Iida Hirvola, violoncelle ; Maxime Springer, piano ; Emmanuel Séjourné, percussions (Fy & Solstice, 2018).